# Sidi Abdelaziz Tebbâa

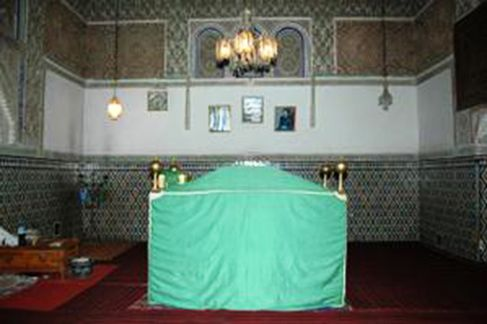
Sépulture de Sidi Abdelaziz Tebaa

Abou Faris Abdelaziz Ben Abdelhaq Al Marrakchi dit Sidi Abdelaziz Tebbaa  ou Moulay Abdelaziz Tebbaa  est un théologien du XVe siècle né à Marrakech. Faisant partie des sept saints de Marrakech, sa tombe est traditionnellement honorée le samedi. Son mausolée est voisin de la rue Mouassine. 

## Biographie
Sidi Abdelaziz Tebaa est né à Marrakech. Il fut analphabète pendant sa jeunesse. 
Initialement travailleur de la soie, il devint un disciple de l'Imam Jazouli. Il le suivra à Tafoulaght et Chiadma. À la mort de celui-ci en 1466, Tebaa se rend à Fès auprès de Mohamed Sghir Souhaili (à ne pas confondre avec l'imam Souhaili, autre membre des sept saints). En 1474, il retourne à Marrakech où il fonde une Zaouia. Ileut parmi ses disciples les plus célèbres Abdellah El-Ghazouani (Autre membre des sept saints) et Mohamed Ben Aissa (Fondateur de la tariqa Aissaouia)
Plus tard, il se fit un nom à Fès tout particulièrement à la Medersa Attarine où il s'est érigé en successeur spirituel de l'Imam al-Jazouli. Il décéde en 1508 et est enterré à Marrakech dans la Zaouia Tebaa. Selon une tradition locale, les femmes visitent sa tombe, attirées par l'idée qu'il puisse soigner prodiguer la fertilité et faciliter l'accouchement.
Il décède en 1508 et sera inhumé dans sa Zaouia qui sera par la suite transférée près de son sanctuaire.